# Пітер Блум
Пітер Блум (англ. Peter Blume; 27 жовтня, 1906 — 30 листопада, 1992) — художник і скульптор ХХ століття зі Сполучених Штатів, білоруський єврей за походженням. В російській літературі його прізвище пишуть як Пітер Блюме.

## Життєпис
Майбутній художник народився в єврейській родині в містечку Сморгонь, Білорусь. 1912 року родина емігрувала в Сполучені Штати, оселились в місті Нью-Йорк, в Брукліні. Художню освіту парубок опановував в Освітньому альянсі, в Художньому інституті дизайну, і в Лізі студентів-художників Нью-Йорку.
Власну студію він відкрив 1926 року. Був прихильником реалістичного напрямку (індивідуального варіанту) і ретельної художньої техніки, притаманної майстрам доби відродження.
1931 року узяв шлюб із Грейс Дуглас, але дітей в родині не було. Його покровителями була родина Рокфеллерів. На гроші Гугенхаймів Пітер Блум створив освітню подорож до Італії 1932 року.
Визнання дохудожника прийшло 1934 року, коли він виборов приз на виставці в інституті Карнегі за картину «На південь від Скрентона». Вже на початку 1940-х років його картини придбали Музей сучасного мистецтва, Музей американського мистецтва Уітні, Музей мистецтва Метрополітен.
Спробував власні сили в монументальному живопису, прикрасив власними стінописами два відділення пошти в Нью-Йорку і в місті Каннонсберг, штат Пенсільванія.
В художній манері митця були різноманітні впливи від сутого реалізму до пуризму, прецизіонізму і сюрреалізму.
1948 року Пітер Блум став приєднаним членом Національної академії дизайна, що формально була Академією мистецтв Сполучених Штатів.

## Вибрані Твори
- «Натюрморт. Лілеї»
- «Художник в мангровому лісі»
- «Парад» (ескіз до композиції), 1929 р.
- «Парад», 1930 р.
- «На південь від Скрентона», 1931 р.
- Арфи (малюнок), 1932 р.
- «Експонати музею» (малюнок), 1932 р.
- «Вічне місто» (1934–1937 рр.)
- «Скеля», 1948 р.
- «Замок Евріаліс», 1952 р.
- «Похід на вулкан Етна», 1956 р.
- «Дуб Тассо», 1960 р.
- «Діти в мангровому лісі», 1961 р.
- «Штудія № 5» до «Спогадів про потоп 1966 р.», 1968 р.
- «Метаморфози», 1979 р.